# 앵커리지
앵커리지(Anchorage)는 미국 알래스카주 남부의 거의 중앙에 있는 항구 도시로, 주의 상공업과 금융, 문화, 관광의 중심지이며, 알래스카의 가장 큰 도시이자 인구의 40퍼센트 이상을 구성한다. 앵커리지는 1956년, 1965년, 1984/85년, 2002년 국가시민연맹에 의해, 4번 전미국대표시 상으로 지명된 상태이다. 도시는 바둑판 눈금 모양으로 정비되어 있는데 그 아름다운 거리로 해서 전국 도시상을 두 번씩이나 수상한바 있다. 1914년에 알래스카 철도의 부설 본부지로서 건설이 시작되었고 1920년 시의 제도가 시행되었다. 미국기지의 건설, 북극권 항공로의 개설, 알래스카 유전개발 등으로 비약적인 발달을 해왔다. 북극권 가까운 곳에 있는 것에 비해서는 기후는 비교적 따뜻하여 7월 평균기온은 13.9도, 1월 평균기온은 영하 10.9도이다. 앵커리지라는 이름은 철도건설시 미국정부가 시프 크리프 강(en)가의 배 정박지에 물자보급선의 하역용지를 만들 때 도면에 anchorage의 a를 대문자로 잘못 쓴 것이 그대로 시 이름으로 채용된 것이 유래이다. 앵커리지는 11월만 되어도 태양이 9시경에 뜨기 시작하다가 12월에는 더 늦어져서 오전 10시경에 해가 뜬다.

## 역사

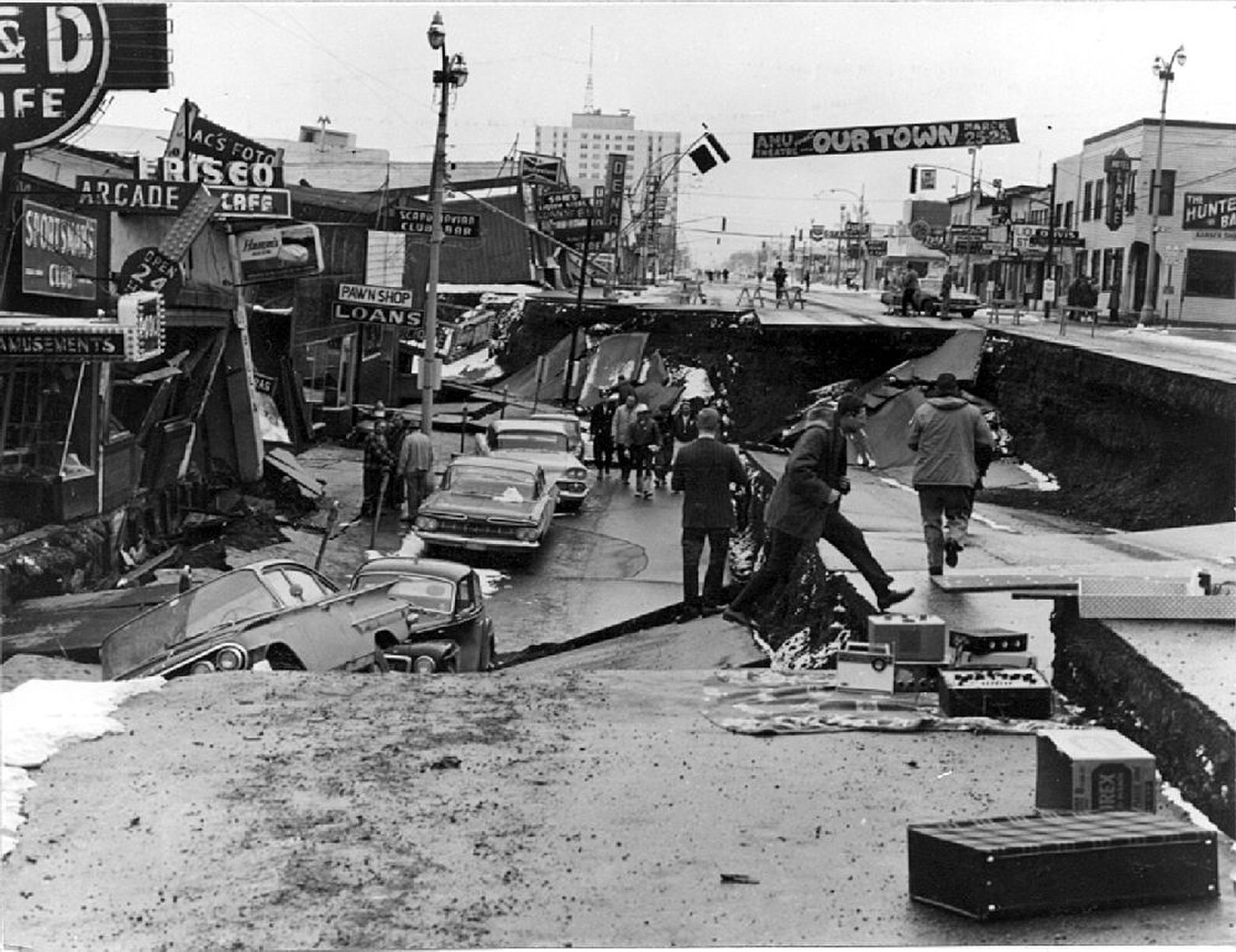
1964년 3월 27일 굿 프라이데이 지진

앵커리지는 1915년과 1923년 사이에 건설되었던 알래스카 철도를 위한 철도 건설 항구로서 1914년 설립되었다. 철도 본부가 있는 곳인 쉽크릭랜딩은 신속히 천막촌이 되었으며 1920년 11월 23일에 합병되었다. 1920년대 도시의 경제는 철도 주변에 집중되었다. 1930년대와 1950년대 사이, 도시는 항공운송으로 크게 성장했고 군대가 점점 더 중요하게 되었다. 1930년에 메릴 필드와 1951년에 앵커리지 국제 공항이 각각 개항을 한다. 엘멘도프 공군기지와 리처드슨 요새가 1940년대에 건설되었다.
1964년 3월 27일, 앵커리지는 115명의 알래스카인들을 사망케하고 180억달러의 손실이 났던, 진도 9.2의 굿 프라이데이 지진을 겪었다. 거의 5분간 땅의 흔들림이 지속되었다. 1960년대 중반 도시의 재건설이 이루어진다.
1968년 프루드호 만에서 석유가 발견되었고, 그 결과 일어난 오일붐 때문에 앵커리지는 앞선 성장에 박차를 가하게 된다. 1975년에 앵커리지는 이글 리버, 저드우드, 글렌 알프스, 그리고 몇몇의 다른 지역사회와 합병을 한다.

## 지리
앵커리지는 남중 알래스카에 있다.

## 기후
앵커리지는 냉대 습윤 기후(Dfc)를 가지고 있다.
| 앵커리지 (테드 스티븐스 앵커리지 국제공항)의 기후                                              | 앵커리지 (테드 스티븐스 앵커리지 국제공항)의 기후 | 앵커리지 (테드 스티븐스 앵커리지 국제공항)의 기후 | 앵커리지 (테드 스티븐스 앵커리지 국제공항)의 기후 | 앵커리지 (테드 스티븐스 앵커리지 국제공항)의 기후 | 앵커리지 (테드 스티븐스 앵커리지 국제공항)의 기후 | 앵커리지 (테드 스티븐스 앵커리지 국제공항)의 기후 | 앵커리지 (테드 스티븐스 앵커리지 국제공항)의 기후 | 앵커리지 (테드 스티븐스 앵커리지 국제공항)의 기후 | 앵커리지 (테드 스티븐스 앵커리지 국제공항)의 기후 | 앵커리지 (테드 스티븐스 앵커리지 국제공항)의 기후 | 앵커리지 (테드 스티븐스 앵커리지 국제공항)의 기후 | 앵커리지 (테드 스티븐스 앵커리지 국제공항)의 기후 | 앵커리지 (테드 스티븐스 앵커리지 국제공항)의 기후 |
| 월                                                                                             | 1월                                               | 2월                                               | 3월                                               | 4월                                               | 5월                                               | 6월                                               | 7월                                               | 8월                                               | 9월                                               | 10월                                              | 11월                                              | 12월                                              | 연간                                              |
| ---------------------------------------------------------------------------------------------- | ------------------------------------------------- | ------------------------------------------------- | ------------------------------------------------- | ------------------------------------------------- | ------------------------------------------------- | ------------------------------------------------- | ------------------------------------------------- | ------------------------------------------------- | ------------------------------------------------- | ------------------------------------------------- | ------------------------------------------------- | ------------------------------------------------- | ------------------------------------------------- |
| 역대 최고 기온 °C (°F)                                                                         | 10 (50)                                           | 9 (49)                                            | 12 (53)                                           | 21 (69)                                           | 25 (77)                                           | 29 (85)                                           | 32 (90)                                           | 28 (82)                                           | 23 (73)                                           | 18 (64)                                           | 12 (54)                                           | 11 (51)                                           | 32 (90)                                           |
| 일평균 최고 기온 °C (°F)                                                                       | −5.2 (22.7)                                       | −2.6 (27.3)                                       | 0.6 (33.0)                                        | 7.3 (45.1)                                        | 13.5 (56.3)                                       | 17.4 (63.4)                                       | 19.0 (66.2)                                       | 17.8 (64.0)                                       | 13.2 (55.7)                                       | 5.6 (42.0)                                        | −1.7 (28.9)                                       | −3.9 (25.0)                                       | 6.7 (44.1)                                        |
| 일일 평균 기온 °C (°F)                                                                         | −8.4 (16.9)                                       | −5.9 (21.3)                                       | −3.4 (25.8)                                       | 3.1 (37.5)                                        | 8.9 (48.1)                                        | 13.3 (55.9)                                       | 15.3 (59.6)                                       | 14.2 (57.5)                                       | 9.6 (49.3)                                        | 2.4 (36.3)                                        | −4.7 (23.6)                                       | −7.0 (19.4)                                       | 3.1 (37.6)                                        |
| 일평균 최저 기온 °C (°F)                                                                       | −11.7 (11.0)                                      | −9.3 (15.2)                                       | −7.4 (18.6)                                       | −1.2 (29.9)                                       | 4.4 (40.0)                                        | 9.1 (48.4)                                        | 11.6 (52.9)                                       | 10.5 (50.9)                                       | 6.1 (42.9)                                        | −0.7 (30.7)                                       | −7.6 (18.3)                                       | −10.1 (13.8)                                      | −0.6 (31.0)                                       |
| 역대 최저 기온 °C (°F)                                                                         | −37 (−34)                                         | −33 (−28)                                         | −31 (−24)                                         | −20 (−4)                                          | −8 (17)                                           | 1 (33)                                            | 2 (36)                                            | −1 (31)                                           | −7 (19)                                           | −21 (−5)                                          | −29 (−21)                                         | −34 (−30)                                         | −37 (−34)                                         |
| 평균 강수량 mm (인치)                                                                          | 19 (0.75)                                         | 22 (0.86)                                         | 18 (0.69)                                         | 11 (0.43)                                         | 17 (0.65)                                         | 26 (1.02)                                         | 46 (1.82)                                         | 74 (2.93)                                         | 79 (3.10)                                         | 46 (1.82)                                         | 30 (1.19)                                         | 29 (1.16)                                         | 417 (16.42)                                       |
| 평균 강설량 cm (인치)                                                                          | 31 (12.4)                                         | 34 (13.4)                                         | 28 (11.0)                                         | 10 (4.0)                                          | 0.76 (0.3)                                        | 0.0 (0.0)                                         | 0.0 (0.0)                                         | 0.0 (0.0)                                         | 1.0 (0.4)                                         | 14 (5.6)                                          | 32 (12.6)                                         | 46 (18.2)                                         | 198 (77.9)                                        |
| 평균 강수일수 (≥ 0.01 인치)                                                                    | 8.1                                               | 7.9                                               | 6.0                                               | 4.9                                               | 6.5                                               | 8.6                                               | 11.7                                              | 14.4                                              | 14.9                                              | 11.5                                              | 9.8                                               | 10.8                                              | 115.1                                             |
| 평균 강설일수 (≥ 0.1 인치)                                                                     | 8.8                                               | 7.8                                               | 6.1                                               | 2.5                                               | 0.3                                               | 0.0                                               | 0.0                                               | 0.0                                               | 0.3                                               | 3.2                                               | 7.7                                               | 10.8                                              | 47.5                                              |
| 평균 상대 습도 (%)                                                                             | 73.4                                              | 71.4                                              | 66.1                                              | 64.3                                              | 61.6                                              | 65.6                                              | 71.4                                              | 75.1                                              | 75.9                                              | 74.5                                              | 77.1                                              | 77.1                                              | 71.1                                              |
| 평균 월간 일조시간                                                                             | 82.9                                              | 120.5                                             | 195.8                                             | 235.3                                             | 288.7                                             | 274.7                                             | 250.1                                             | 203.9                                             | 159.8                                             | 117.1                                             | 80.6                                              | 51.8                                              | 2,061.2                                           |
| 가능 일조율                                                                                    | 41                                                | 48                                                | 53                                                | 53                                                | 53                                                | 48                                                | 44                                                | 42                                                | 41                                                | 38                                                | 37                                                | 30                                                | 46                                                |
| 출처: 미국 해양대기청 (평년값: 1991년~2020년, 극값: 1953년~현재, 상대습도/일조: 1961년~1990년) |                                                   |                                                   |                                                   |                                                   |                                                   |                                                   |                                                   |                                                   |                                                   |                                                   |                                                   |                                                   |                                                   |

## 인구
| 인구조사                            | 인구    | Note  | %±     |
| ----------------------------------- | ------- | ----- | ------ |
| 1920년                              | 1,856   |       | —      |
| 1930년                              | 2,277   |       | 22.7%  |
| 1940년                              | 3,495   |       | 53.5%  |
| 1950년                              | 11,254  |       | 222.0% |
| 1960년                              | 44,397  |       | 294.5% |
| 1970년                              | 48,081  |       | 8.3%   |
| 1980년                              | 174,431 |       | 262.8% |
| 1990년                              | 226,338 |       | 29.8%  |
| 2000년                              | 260,283 |       | 15.0%  |
| 2010년                              | 291,826 |       | 12.1%  |
| 2019 (추산)                         | 288,000 | [ 5 ] | −1.3%  |
| U.S. Decennial Census 2018 Estimate |         |       |        |

2000년 인구 조사에 따르면, 260,283명의 인구가 있었다. 2010년 인구 조사에 따르면, 앵커리지에는 291,826명의 인구가 살고 있다.

## 언어
2010년에는, 5세 이상의 앵커리지 거주자 중 83.7% (220,304명)가 집에서 영어만을 사용하며, 4.47%(11,769명)는 스페인어, 2.53% (6,654명)가 따갈로그어, 1.56% (4,108명)가 태평양의 다양한 언어들, 1.38% (3,636명)가 아메리카/알래스카의 원주민 언어, 1.14% (2,994명)가 한국어, 0.63% (1,646명)가 독일어, 0.57% (1,502)가 허몽어, 0.50% (1,307명)가 러시아어, 0.45% (1,185명)가 일본어를 사용한다고 한다. 합하면, 5세 이상의 앵커리지 거주자 중 16.33% (43,010명)가 영어가 아닌 다른 언어를 모국어로 사용한다.

## 경제
앵커리지의 가장 큰 경제 부분은 운송, 군사, 주와 연방 정부, 관광, 기업 본사, 자원 추출이다. 지역 경제의 많은 부분이 앵커리지의 지리적 위치와 주변의 천연 자원에 의존한다. 앵커리지 경제는 아래의 48개 주에 비해 그 속도가 느리긴 하지만 계속적으로 성장해왔다. 1980년대 중반의 부동산 시장 침체를 제외하고는 불경기의 영향을 많이 받지 않았다.
앵커리지 공항은 세계에서 화물량이 세 번째로 많다. 앵커리지가 아시아와 미국의 나머지 48개 주를 잇는 경로에 있어서 허브의 역할을 하기 때문이다.
앵커리지 항구는 알래스카로 오는 화물의 95%를 책임진다.
주노가 알래스카의 공식적인 수도이지만, 주노보다 앵커리지에 알래스카주의 공무원이 더 많다. 약 6800여 명의 주 공무원들이 앵커리지에 있고, 3800명 정도가 주노에 있다. 주 정부는 뱅크 오브 아메리카의 건물을 사들여 주 공무원의 대부분을 수용하고 있다.
네 개의 소형 항공사, Alaska Central Express, Era Aviation, Hageland Aviation Services, 그리고 PenAir의 본사가 앵커리지에 위치하고 있다.
앵커리지는 판매세를 부과하지 않는다. 하지만 호텔에 머무를 시 12%, 차 렌트시 8%의 세금을 부과한다.

## 자매결연 도시
- 일본 지토세
- 호주 다윈
- 대한민국 인천광역시
- 러시아 마가단
- 노르웨이 트롬쇠
- 영국 휘트비
- 중국 하얼빈